# Zemitrella benthicola
Zemitrella benthicola är en snäckart som beskrevs av Dell 1956. Zemitrella benthicola ingår i släktet Zemitrella och familjen Columbellidae. Inga underarter finns listade i Catalogue of Life.